# Yaakov Litzman
Yaakov Litzman (Hebreeuws: יעקב ליצמן) (Duitsland, 2 september 1948) is een Israëlische politicus. Hij was vanaf 17 mei 2020 de Israëlische minister van Volkshuisvesting en Woningbouw, maar stapte op 13 september 2020 op uit protest tegen een mogelijke tweede lockdown tijdens de Joodse feestdagen. Op 11 november 2020 werd hij opnieuw beëdigd tot minister van Volkshuisvesting en Woningbouw, wat hij bleef totdat in 2021 het kabinet-Bennett werd gevormd. Van 2015 tot 2020 was hij (met een onderbreking in 2018) minister van Volksgezondheid. Litzman is een volgeling van de chassidische beweging Ger.

## Biografie
Litzman werd op 2 september 1948 geboren in een vluchtelingenkamp in Duitsland als zoon van Poolse holocaustoverlevenden. Toen hij twee jaar oud was, emigreerde het gezin naar Brooklyn, waar hij opgroeide. In 1966 emigreerde hij op 17-jarige leeftijd naar Israël en vervolgde zijn Thora-studie.

## Carrière
Zijn eerste baan was als hoofd van de chassidische meisjesschool Beis Yaakov in Jeruzalem. Hij werd actief in de politiek onder leiding van de toenmalige rebbe van de Ger-beweging, rebbe Simcha Binem Alter. In de loop van de tijd werd hij bekend als de rechterhand van de rebbe, een rol die hij blijft behouden onder de huidige rebbe van de Ger, rebbe Yaakov Arye Alter. In 1999 vroeg de huidige rebbe Litzman om toe te treden tot de Agoedat Jisrael-factie van de Verenigd Thora-Jodendom voor de Knessetverkiezingen van 1999. Hij werd vervolgens gekozen en werd voorzitter van de Commissie Financiën. Hij stond aan het hoofd van de UTJ-lijst voor de verkiezingen van 2003 en werd herkozen, waardoor hij opnieuw voorzitter van de financiële commissie werd. Sindsdien is hij leider van de UTJ- en Agoedat Jisrael-fractie in de Knesset, waar hij dagelijks de Gerrer rebbe raadpleegt.
In 2009 werd Litzman benoemd tot viceminister van Volksgezondheid, hoewel hij geen medische opleiding of expertise had. Nadat Litzman in 2013 was herkozen, werd UTJ uitgesloten van de coalitieregering. Na de Knessetverkiezingen van 2015 werd hij echter herbenoemd tot vice-minister van Volksgezondheid. Officieel was Benjamin Netanyahu minister van Volksgezondheid. Omdat Litzman eigenlijk aan het hoofd van het ministerie stond, kreeg hij later na een wetswijziging de titel minister.
Hij nam op 26 november 2017 formeel ontslag als minister van Volksgezondheid uit protest tegen de bouw van spoorwegen op de sjabbat. Hij bleef wel weer als onderminister aan het hoofd staan van het ministerie van Volksgezondheid, terwijl Benjamin Netanyahu weer officieel minister van Volksgezondheid was. Nadat Netanyahu officieel in staat van beschuldiging werd gesteld en er drie strafzaken tegen hem begonnen, kon hij volgens de Israëlische wet niet langer dan een maand minister van een ministerie blijven. Daarom werd Ya'akov Litzman weer minister van Volksgezondheid.   
Hij bleef minister van Volksgezondheid tot 17 mei 2020. Hoewel hij tijdens de onderhandelingen tussen Blauw en Wit en de Likoed aangaf deze portefeuille te willen houden, veranderde hij later na een gesprek met zijn rabbi van gedachte en koos hij voor het ministerie van Volkshuisvesting en Woningbouw, dat hem werd toegewezen. Yuli Edelstein (Likoed) volgde hem op als minister van Volksgezondheid. Op 13 september 2020 stapte Litzman uit de regering vanwege de geplande tweede lockdown tijdens de hoge feestdagen Rosj Hasjana en Jom Kipoer. Volgens Litzman had de lockdown eerder kunnen plaatsvinden. Hij werd opgevolgd door Benjamin Netanyahu (Likoed) en een maand later door Yitzhak Cohen (Shas). Op 18 november 2020 volgde hij Cohen weer op als minister van Volkshuisvesting en Woningbouw, die dit ministerie ruim een maand had geleid (naast een ministerschap in het ministerie van Financiën) maar in november ontslag had genomen. Hij zei dat hij het niet kon combineren met zijn werk als onderminister van Financiën.
Nadat er in 2021 een regering was gevormd zonder het Verenigd Thora-Jodendom keerde Ya'akov Litzman weer terug als parlementslid in de Knesset. Op 26 december 2021 vertelde hij in een gesprek met journalisten op Knesset TV, dat hij zich bij de volgende Israëlische parlementsverkiezingen niet meer kandidaat zal stellen in verband met zijn leeftijd (73 jaar) en omdat hij al sinds 23 jaar lid van de Knesset is.
Litzman is in 2021 veroordeeld tot een celstraf van acht maanden en een boete van ongeveer $900, nadat hij er van verdacht is Leifer te helpen, een man die beschuldigd is van 73 verschillende gevallen van seksuele kindermishandeling. 

## Persoonlijk
Litzman is getrouwd, heeft vijf kinderen en woont in Jeruzalem. Hij is van mening dat de media in Israël ervoor hebben gezorgd dat men een verkeerde voorstelling van de Haredi-gemeenschap heeft.
Op 2 april 2020 werden Litzman en zijn echtgenote positief getest op het coronavirus COVID-19. Eerder had Litzman de chassidische joden opgeroepen om zich aan de regels van de Israëlische overheid te houden.